# 福田玄
福田 玄（ふくだ げん、1981年〈昭和56年〉12月6日 - ）は、日本の政治家。国民民主党所属の衆議院議員（1期）。元岡山県浅口市市議会議員（1期）。

## 来歴
岡山県浅口郡鴨方町深田（現・浅口市）生まれ。広島市出身の父を持つ被爆三世にあたる。岡山県立倉敷商業高等学校入学後、父の仕事の都合で神奈川県小田原市に転居し、2000年に横浜市立横浜商業高等学校卒業。拓殖大学北海道短期大学から編入して、拓殖大学政経学部を卒業。
国際連合広報センターインターン、江田五月参議院議員国会事務所インターンを経て、株式会社トランスコスモス（IT関連企業）に入社。その後柚木道義衆議院議員公設第一秘書を務める。
2014年、浅口市議会議員選挙に初当選する。市議時代は民主党・民進党に所属した。2018年、2022年に浅口市長選挙に立候補したが、いずれも栗山康彦に敗れた。2023年岡山県議会議員選挙では笠岡市選挙区に無所属で立候補したが、2票差で次点。また、浪人中は森本真治参議院議員秘書、源馬謙太郎衆議院議員秘書を務めた。
2024年10月27日投開票の第50回衆議院議員総選挙に広島2区から国民民主党公認で立候補し、小選挙区では自由民主党前職の平口洋に敗れたが、重複立候補していた比例中国ブロックで比例復活し初当選した。

## 親族
- 妻は前参議院議員の宮口治子[8]。

## 選挙歴
| 当落 | 選挙                     | 執行日         | 年齢 | 選挙区       | 政党       | 得票数    | 得票率 | 定数 | 得票順位 /候補者数 | 政党内比例順位 /政党当選者数 |
| ---- | ------------------------ | -------------- | ---- | ------------ | ---------- | --------- | ------ | ---- | ------------------ | ---------------------------- |
| 当   | 2014年浅口市議会議員選挙 | 2014年4月13日  | 32   | ーー         | 無所属     | 1214票    | ーー   | 18   | 4/21               | /                            |
| 落   | 2018年浅口市長選挙       | 2018年4月15日  | 36   | ーー         | 無所属     | 7477票    | 41.13% | 1    | 2/2                | /                            |
| 落   | 2022年浅口市長選挙       | 2022年4月17日  | 40   | ーー         | 無所属     | 7803票    | 44.85% | 1    | 2/2                | /                            |
| 落   | 2023年岡山県議会議員選挙 | 2023年4月9日   | 41   | 笠岡市選挙区 | 無所属     | 4579票    | 27.14% | 2    | 3/3                | /                            |
| 比当 | 第50回衆議院議員総選挙   | 2024年10月27日 | 42   | 広島県第2区  | 国民民主党 | 6万1679票 | 33.65% | 1    | 2/4                | 1/1                          |